# Sherman Irby
Sherman Irby (Tuscaloosa, 24 maart 1968) is een Amerikaanse jazzmuzikant (saxofoon, klarinet, fluit) en arrangeur van de postbop.

## Biografie
Irby's jeugd werd gekenmerkt door gospel- en bluesmuziek. Tijdens zijn schooltijd speelde hij met de gospelmuzikant dominee Dr. James Cleveland. Onder de indruk van de lp Mister Magic van Grover Washington koos hij de altsaxofoon als hoofdinstrument. Hij kreeg les van Danny Harper aan het Miles College in Birmingham (Alabama). Hij behaalde in 1991 een bachelor in muziekonderwijs aan de Clark Atlanta University. In 1991 speelde hij bij het Johnny O'Neal Quintet in Atlanta. In 1994 verhuisde hij naar New York. Irby nam daar in 1996 zijn debuutalbum Full Circle (Blue Note Records) op met James Hurt, Eric Revis, Dana Murray en Charlie Persip. In de daaropvolgende jaren werkte hij o.a. met Wynton Marsalis en was hij lid van het Lincoln Center Jazz Orchestra vanaf 1995. Hij heeft ook bijgedragen aan opnamen van Marcus Roberts, Russell Gunn, Willie Jones III, Roy Hargrove, Claudia Acuña, Eric Revis, Ryan Kisor, Bill Cantrall, Ted Nash, Lisa Kirchner, Don Braden en René Marie. Op het gebied van jazz was hij tussen 1996 en 2016 betrokken bij 43 opnamesessies.

## Discografie
- 1998: Big Mama's Biscuits (Blue Note), met Roy Hargrove, James Hurt, Ed Cherry, Gerald Cannon, Clifford Barbaro, Dana Murray
- 2000: Black Warrior (Black Warrior), met Eric Reed, Gerald Cannon, Willie Jones III
- 2004: Faith (Black Warrior), met Larry Willis,  Gerald Cannon, Willie Jones III, Khalil Kwame Bell
- 2006: Sherman Irby Organomics: Organ Starter (Black Warrior), met Fred McFarlane, Bruce Edwards, Alvester Garnett
- 2008: Live at the Otto Club (Black Warrior), met Nico Menci, Marco Marzola, Darrell Green
- 2017: Sherman Irby and Momentum: Cerulean Canvas (Black Warrior)

- Gemeinsame Normdatei: 135097681
- International Standard Name Identifier: 0000 0001 1877 4686
- Library of Congress Control Number: no2002024961
- MusicBrainz: 80f94758-b424-4332-bc67-f3ba57f5450a
- Virtual International Authority File: 68594798
- WorldCat: E39PBJyMmvBWVGf4rYqcYB6R8C